# دردسر قریب‌الوقوع
دردسر قریب‌الوقوع (اسپانیایی: La que se avecina‎) که در آغاز آتوچا ۲۰ نام داشت، یک مجموعهٔ تلویزیونی اسپانیاییِ کمدی موقعیت است که توسط «آلبرتو کابایرو»، «لائورا کابایرو» و «دانیل دئورادور» ساخته شده و از ۲۲ آوریل ۲۰۰۷ میلادی تا کنون از تله‌سینکو پخش می‌شود.
داستان این مجموعه در یک آپارتمان در حومهٔ شهر مادرید می‌گذرد و دربارهٔ مشکلاتی است که هر بار، ساکنان و همسایگان با آن مواجه هستند.
عنوان سریال یک جناس با فعل «avecinarse» در زبان اسپانیایی است که دو معنای متفاوت دارد: «همسایه شدن» و «نزدیک شدن یا قریب‌الوقوع بودن» که در اصطلاحِ اسپانیاییِ «la que se avecina» بکار می‌رود و بدین معناست: «دردسر دارد نزدیک می‌شود»؛ در نتیجه هم به معنای «همسایه شدن» ساکنان آن ساختمان است و هم به این موضوع اشاره داد که بزودی اصطکاک و تنش مابین شخصیت‌های داستان به‌وجود خواهد آمد.
این مجموعه از فصل سوم به بعد مخاطبان بیشتری پیدا کرد و مورد توجه قرار گرفت به نحوی که مبدل به یکی از پُر بیننده‌ترین سریال‌های کشور اسپانیا شد. بیشتر شخصیت‌های این مجموعهٔ تلویزیونی، نمونه‌های کلیشه‌ای از گروه‌های اجتماعی مختلف در اسپانیا هستند و گاهی نیز نوک تیز طنز را به مسائل سیاسی فرومی‌کنند.

## بازیگران
- پابلو چیاپلا
- سیلویا آبریل
- خوزه لوئیس خیل
- ماکارنا گومس
- ایسابل ارداس
- آنتونیا سن خوان
- فرناندو تخه‌رو
- سیلویا آلونسو
- ژردی سانچس
- اوا ایسانتا
- ناتالی سسنیا
- وانسا رومرو
- پترا مارتینس
- ماریانا کوردرو
- فرناندو استسو
- پاس پادیا
- ماریا باسان
- میرن ایبارگورن
- لولس لئون
- میگل ریان
- کارلوس آرسس
- کریستینا کاستانیو
- آمپارو وایه
- ماریا آدانس
- ماریا کاسال
- ماریبی بیلبائو
- فلیکس کوبرو
- ژما کوئربو
- بئاتریس کارباخال
- مالنا آلتریو
- لوئیس مرلو
- اما پنه‌یا
- ارنستو سبیا
- ناچو فرسندا
- ادواردو گومِـس
- خوان پابلو شوک
- خوزه مانوئل پوگا
- آئینا کلوتت
- خوئل بوسکد
- اورکو اولاسابال
- مرسدس لئون
- گی‌یرمو مونتسینوس
- نرما روئیس
- آنا آلن مارتین